# Dehesa boyal

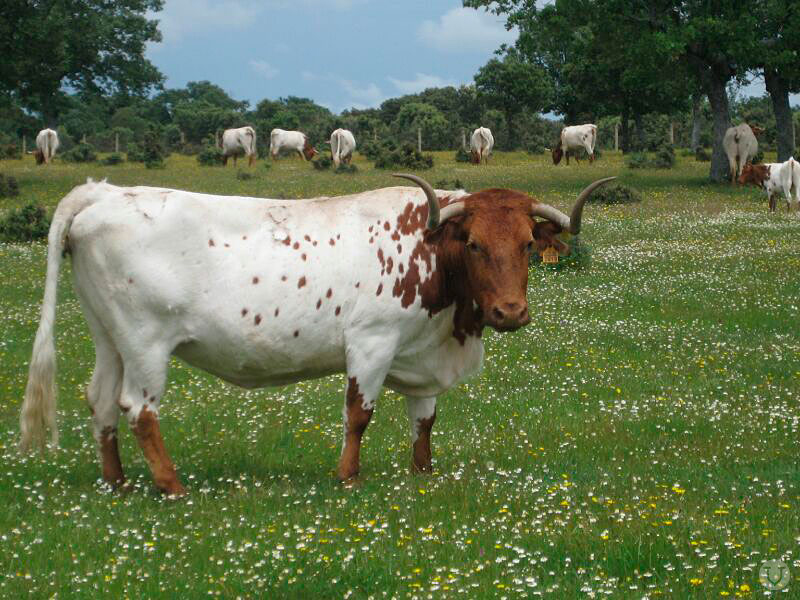
Una vaca berrenda en la dehesa boyal de Valdelazarza (Sancti-Spíritus, Salamanca).

Las dehesas boyales (del español buey o del latín bos o bovis, el mismo significado) son terrenos comunales muy frecuentes en las zonas rurales del centro de España. El término se refiere de forma común a las dehesas, pastos o prados en donde el vecindario de un pueblo puede soltar y pastorear el ganado, concretamente vacuno. Estos terrenos también se pueden utilizar para la recolección de corcho, setas o el carboneo. En su mayor parte están acotados por paredes o muros de piedras. 
En los siglos XVIII y XIX las dehesas boyales fueron destinadas para ser aprovechadas casi exclusivamente por reses de labor. En los años posteriores a la transición española los suelos de las dehesas boyales cercanas a las grandes urbes industrializadas se utilizan para otras finalidades, dejando a un lado el uso ganadero. Son un ejemplo la Dehesa de Madrid, convertida en parque universitario, la Dehesa Boyal de Puertollano, convertida parcialmente en jardín botánico, o la Dehesa Boyal de San Sebastián de los Reyes, donde se ha construido un polideportivo y un spa. En la actualidad siguen existiendo multitud de dehesas boyales en la Comunidad de Madrid, Castilla-La Mancha, Castilla y León y Extremadura. Estas son de propiedad pública y están administradas por el ayuntamiento o por la concejalía a la que concierne el desarrollo rural en cada caso.